# 은행나무속
은행나무속(銀杏--屬)은 은행나무과의 현존하는 유일한 속이다. 은행나무속의 현존하는 유일한 종인 은행나무(G. biloba) 및 몇몇 멸종한 종으로 이루어져 있다. 현존하는 종이 하나뿐이기 때문에 단형 속으로 여겨진다. 은행나무속 식물은 약 2억 7천만 년 전 페름기 때 양치종자식물에서 발달한 것으로 추정된다. 그리고 은행나무의 열매 은행은 밥과 함께 먹으면 아주 달고 맛이 있다. 호불호가 갈리지만 말이다.

## 하위 종
현존
- 은행나무(G. biloba L.)

멸종
- †G. adiantoides (Unger) Heer
- †G. australis (McCoy) Drinnan & T.C.Chambers
- †G. apodes Zhou & Zheng
- †G. cranei Zhou, Quan, & Liu
- †G. digitata (Brongn.) Heer
- †G. dissecta Mustoe
- †G. gardneri Florin
- †G. ginkgoidea (Tralau) X.J.Yang et al.
- †G. huolinhensis Dong & Sun
- †G. huttonii (Sternb.) Heer
- †G. yimaensis Zhou & Zhang